# Нулевая матрица
Нулева́я ма́трица —  это матрица, размера {\displaystyle m\times n,} все элементы которой равны нулю. Она обозначается как {\displaystyle Z} или {\displaystyle O} или {\displaystyle O_{m,n}}
{\displaystyle Z={\begin{pmatrix}0&0&\cdots &0\\0&0&\cdots &0\\\vdots &\vdots &\ddots &\vdots \\0&0&\cdots &0\end{pmatrix}}}

## Признаки
Нулевая матрица, и только она, имеет ранг 0.
Это означает, что только нулевая матрица обладает свойством давать нулевой столбец при умножении справа на любой вектор-столбец, и аналогично для умножения на вектор-строки слева.
Другим следствием этого факта является нулёвость всех матриц размера m×0 и 0×n, вследствие того, что ранг матрицы m×n не превосходит min(m, n).

## Свойства
- Произведение нулевой матрицы на любое число равно ей самой:

{\displaystyle a\,Z=Z.}
- Сумма матрицы {\displaystyle A} и нулевой матрицы того же размера равна исходной матрице {\displaystyle A}:

{\displaystyle A+Z=A,\;\;\;Z+A=A.}
- Разница матрицы {\displaystyle A} и нулевой матрицы того же размера равна исходной матрице {\displaystyle A}:

{\displaystyle A-Z=A.}
- Произведение матрицы {\displaystyle A} размера {\displaystyle l\times m,} на нулевую матрицу размера {\displaystyle m\times n,} равно нулевой матрице размера {\displaystyle l\times n:}

{\displaystyle A\cdot Z=Z.}
- Квадратная нулевая матрица n×n при {\displaystyle n\geqslant 1} является вырожденной, и, как следствие, её определитель равен нулю:
{\displaystyle \left|Z\right|=0.}
Таким образом, такая матрица не имеет обратной.

- Квадратная нулевая матрица является симметричной, и, как следствие, её транспонированная матрица равна ей самой:

{\displaystyle Z^{T}=Z.}
- Квадратная нулевая матрица является также кососимметричной:

{\displaystyle Z^{T}=-Z\,(=Z).}
Только нулевая матрица является одновременно и симметричной, и кососимметричной.
- Последние два пункта дословно верны и в отношении эрмитовости и косоэрмитовости над полем комплексных чисел.

- Квадратная нулевая матрица является верхнетреугольной, нижнетреугольной и диагональной матрицей.

- Квадратная нулевая матрица является скалярной матрицей, и, следовательно, перестановочна с любой квадратной матрицей того же размера:

{\displaystyle ZA=AZ=Z}.
Все вышеизложенные свойства нулевой матрицы являются, так или иначе, следствием того обстоятельства, что нулевая матрица является аддитивным нейтральным элементом (в просторечии: нулём) линейного пространства матриц своего размера, а значит она (и только она) принадлежит любому линейному подпространству. Ну заодно и нулём алгебры матриц, если матрица квадратная.
Несмотря на это, нулевая матрица имеет и нетривиальные свойство, касающееся ненулевых делителей. Вообще-то их сколько угодно, хоть справа, хоть слева, но точное определение «скольких угодно» зависит от того, в пространстве матриц какого размера мы будем их искать. Па́ры ненулевых матриц M размера m×l и N размера l×n таких, что {\displaystyle NM=Z_{m\times n}} существуют тогда и только тогда, когда {\displaystyle l\geqslant 2}. Для существования l=0 недостаточно уже по той причине, что среди матриц размером как m×0, так и 0×n, ненулевых нет вообще (см. выше). А для объяснения несуществования делителей с l=1 см. статью тензорное произведение. Таким образом, в алгебре матриц n×n над любым полем имеются делители нуля тогда и только тогда, когда {\displaystyle n\geqslant 2}. Что, впрочем, неудивительно, если посмотреть, как устроены такие алгебры при n=1 и n=0.